# Gretchen Morgan
Gretchen Louis Morgan az amerikai Szökés című sorozat egyik kitalált szereplője. Jodi Lyn O'Keefe alakítja. A karakter a harmadik évad első epizódjától kezdve főszereplője a sorozatnak.

## Háttér
Gretchen Louise Morgan, 1977. március 29-én született, a Nyugat virginiai Johnstown-ban. A húga Riverside-ban lakik, apja elhunyt. Van egy kislánya, Emily, akit a húga nevel és őt hiszi anyjának. A kislánynak Jonathan Krantz, a CÉG tábornoka az apja.  
Díjnyertes lovas és iraki háborús veterán. Mielőtt csatlakozott volna a CÉG-hez, Gretchen a seregben szolgált. Wheelingből származik, Nyugat Virginia államból. Amíg Moszulban állomásozott, felkelő csapatok fogságába esett, ahonnan egyik este szökést kísérelt meg. Ám nem tudta, hogy egy túszcsere volt előkészülőben, így kiszabadult volna. A szökési kísérlet miatt azonban a fogvatartói megkínozták és megerőszakolták, valamint megölték a katonákat, akik érte jöttek volna. Ennek következtében vált olyan emberré, amit megismerünk a harmadik évadban. Szerinte a CÉG kontra Burrows/Scofield csatában bármilyen módszer megengedhető és elfogadható.

## Szerepek

### 3. évad
Gretchen Morgan a CÉG egyik alkalmazottja. Az évad első részében tűnik fel először, amikor egy bárban megfenyegeti Lincolnt: náluk van LJ és Sara, akiket elraboltak, annak érdekében, hogy Michael megszöktessen a Sonából egy James Whistler nevű rabot. Ha 1 héten belül ezt nem teszi meg, a CÉG megöli LJ-t és Sarát.
Gretchen és Lincoln naponta találkoznak egy bárban, hogy megbeszéljék az aznapi teendőket. Gretchen eljuttat Whistlernek egy madaras könyvet, melynek fontos szerepe lesz a későbbiekben. 
Michael csak akkor kezd szöktetésbe, ha beszélhet telefonon Sarával, ezért Gretchen végül engedélyezi a beszélgetést, ám ez csak egy trükk, mely során Lincoln megtudja Sara tartózkodási helyét és megkísérli kiszabadítani. Miután ez kudarcba fullad, Gretchen megöli Sarát. Levágja a fejét, majd egy dobozban elküldi Lincolnnak. Később, Gretchen megöli a Sona sírásóját is, miután az át akarja verni. Kiderül, hogy Gretchen a Tábornoktól kapja az utasításokat: meg kell ölnie Michaelt és Lincolnt, Whistlert pedig egy "tisztítótűz" hadművelettel kell kihoznia. Ez végül kudarcba fullad és kis híján Gretchen is börtönbe kerül, de végez fogvatartóival. Gretchen Sucrét is megzsarolja Maricruz életével, hogy szerezzen információkat Lincolnról. Sucre és Lincoln egy bombát rejtenek el a nő kocsijában, de ezt is kiszúrja. Gretchen kezdi úgy érezni, hogy Lincolnék át akarják verni, ezért elrabolja Sofiát is. Később kiderül, azért van szüksége Whistlerre, mert fontos koordináták vannak a férfi birtokában. 
Miután Michael sikeresen megszökteti Whistlert, Gretchen egy nyomkövető segítségével rátalál a szökevényekre és megkísérli kihozni Whistlert. Ez nem sikerül, végül egy múzeumban találkozik újra Michaellel, Lincolnnal és Whistlerrel, hogy utóbbit elcserélje LJ-re. Itt derül ki, nem a koordináták miatt akarták, hogy Whistler kint legyen a börtönből, hanem valami másért. A csere lezajlása után Gretchen és emberei megpróbálják megöli Michaelt, LJ-t és Lincolnt, ám biztonsági őrök zavarják meg őket. Whistler és Gretchen elmenekül a helyszínről. Az évad végén Gretchen és Whistler találkozik Mahone-nal, aki igent mond az ajánlatukra, miszerint megint a CÉG-nek fog dolgozni és elhajtanak egy kocsival.

### 4. évad
Egy hónap múlva, Gretchen, Whistler és Mahone egy fogadásra mennek, Los Angelesbe. Egy elektronikus kártyát kell megszerezniük, de Michael rájuk talál, majd pisztolyt fog Gretchenre. Kis híján megöli, de a nő elárulja, hogy nem ölte meg Sarát. A dobozban csak egy hasonló fejet küldött el Lincolnnak, mivel Sara már korábban elszökött. Tudta, ha Lincoln és Michael tudomására jut Sara szökése, már nem biztos, hogy végrehajtották volna a szöktetést. Michael végül elengedi Gretchent és Whistlert. Később kiderül, hogy Whistler mindvégig a CÉG ellen dolgozott és Gretchen csak egy hamis kártyát szerzett meg a Tábornoknak, ugyanis az eredeti Whistlernél van. A Tábornok azt hiszi, hogy Gretchen összedolgozott Whistlerrel a CÉG ellen, ezért ráküldi a bérgyilkosát, Wyattet, aki fogságba ejti. Gretchen napokig szenved egy lyukba zárva, minimális ételt és italt kapva. Végül sikerül megszöknie, miután megöli az őrt.  
Első útja a riverside-i otthonába vezet, ahol találkozik húgával, és kislányával, aki a húgát hiszi anyjának. Gretchen pénzt és fegyvert vesz magához, hogy bosszút álljon a CÉG-en. Megszerzi Whistler hamis iratait, amelyek segítségével eljut egy korábban kibérelt lakásába, ahol Zsebessel találkozik. Megkötözi a férfit, végül mégis szövetségre lépnek egymással, mivel Theodore vette fel Whistler álnevét, Cole Pfeiffert, akinek segítségével eljuthatnak a Scyllához, ami megbuktathatja a CÉG-et, valamint nála van a madaras könyv is. Zsebes Gretchen utasításait követve, elfogja Michaelt, Bellicket és egy titkárnőt, majd arra kényszeríti Scofieldet, hogy megfejtse Whistler madaras könyvének a titkát. Michael rájön, hogy a könyvben a lapok egy tervrajzzá állnak össze, ami elvezetheti őket a Scyllához. Gretchen leleplezi magát Michael előtt és egy alku keretében, ő is be akar szállni a Scylla utáni vadászatba. Kénytelenek Gretchent és Zsebest is bevenni a csapatba.  
Gretchen alkut köt egy ázsiai cégvezetővel, hogy megszerzi neki a Scyllát, 125 millió dollárért. Gretchen találkozót beszél meg Sarával, hogy tisztázzák a történteket. Kiderül, hogy amíg Sara fogságban volt, Gretchen egy korbáccsal verte, valamint, hogy egy Michelle Taylor nevű őrt is megölt, mert segített megszökni Sarának. Ez után, Gretchen elmegy Krantz tábornokhoz és elhiteti, hogy újra az ő oldalán áll, pedig csak a 6. kártyát akarja megszerezni, hogy hozzájussanak a Scyllához. Később Gretchen találkozik a Tábornokkal, de az átlát a nő tervén, így nem tudja megszerezni tőle a 6. kártyát. 
A nő felhívja Fenget, hogy segítsen neki csapdába csalni Selfet, így amikor Michaelék feljönnek az alagútból a Scyllával, Zsebes és ő elveszik tőlük és átadják azt Fengnek cserébe a 125 millió dollárért.
Ez kudarcba fullad, miután lelepleződnek, így Gretchen és Zsebes kimenekülnek a GATE-ből.
Gretchen egyedül menekül tovább, de kényszerű szövetséget köt Selffel és Zsebessel, mert fogva tartják a nő családját. Ők hárman megszerzik a Scyllát és megkísérlik eladni, de átverik őket, így a Scylla és a pénz is elúszik. Végül a CÉG arra kényszeríti őket, hogy Lincolnnal visszaszerezzék a Scyllát nekik. Ez sem sikerül, Gretchent pedig lövést kap, akit sorsára hagynak társai. 